# Phil Katz
Phillip „Phil“ Walter Katz (* 3. November 1962 in Milwaukee; † 14. April 2000 ebenda) war ein amerikanischer Programmierer. Katz hat das ZIP-Archivdateiformat und den dazugehörigen Deflate-Algorithmus entwickelt.

## Leben und Karriere
1977 optimierte er zusammen mit einem Kollegen Programme für programmierbare Taschenrechner. 1980 schloss Katz die Nicolet High School erfolgreich ab und schrieb sich an der University of Wisconsin–Milwaukee als Student für das „Computer Science Program“ ein. 
1984 schloss Katz sein Studium erfolgreich ab und begann, als Programmierer bei Allen-Bradley zu arbeiten. Er schrieb dort Quelltext für speicherprogrammierbare Steuerungen.
1986 wechselte Katz zur Softwarefirma Graysoft (heute FasTrak SoftWorks, Inc.) in Milwaukee.
1987 verließ er Graysoft, um sich ganz seiner eigenen Firma „PKWare“ (PhilKatzWare) zu widmen.
Katz wollte Geschwindigkeit und Effizienz des damals führenden Datenkompressionsprogramms ARC von System Enhancement Associates (SEA) verbessern und schrieb 1985 ein ARC-kompatibles Kompressionsprogramm in Assembler namens PKArc. Er vertrieb das Programm nach dem damals noch neuen Shareware-Prinzip über Bob Mahoneys BBS und verdiente genug Geld, um 1986 seine eigene Firma zu gründen: PKWare, Inc. Das erregte die Aufmerksamkeit von SEA, die Katz vorwarfen, den ARC-Quelltext gestohlen zu haben und deshalb vor Gericht gingen. Im Laufe der Verhandlung wurde offensichtlich, dass Katz Teile des ARC-Codes 1:1 übernommen hatte, inkl. Kommentaren und Schreibfehlern. Der am 1. August 1988 ausgehandelten gütlichen Einigung zwischen Katz und Thom Henderson von SEA Folge leistend, stellte er den Vertrieb von PKArc ein und brachte PKPak heraus, das sich von PKArc praktisch nur durch den Namen unterschied.
Bald darauf entwickelte er ein völlig neues, stark verbessertes Kompressionsprogramm, das die ARC-Kompression bei weitem übertraf: PKZIP – Phil Katz’ Zip-Programm. Das Programm wurde ab 1989, wie zuvor schon PKArc, über Mailboxen vertrieben und erreichte binnen kurzer Zeit große Popularität. Die meisten BBS-Operatoren wechselten von ARC zu ZIP, und somit mussten auch die BBS-Benutzer PKZip benutzen, während die ARC-Software zunehmend an Bedeutung verlor.
Katz erklärte das ZIP-Format (nicht das Programm selbst) als gemeinfrei. Es dauerte bis zum Jahr 1996, bis PKWare eine Version für Windows herausbrachte. Zu diesem Zeitpunkt war WinZip von Nico Mak Computing (heute Winzip, Inc) schon einige Jahre auf dem Markt und PKWare konnte die verlorenen Marktanteile nicht aufholen. Trotz der Verspätung der Version für Windows erlangte PKWare einen Wert von mehreren Millionen US-Dollar und bezog ein Bürogebäude in Brown Deer (Wisconsin). Katz arbeitete in dem Unternehmen weiterhin als aktiver Programmierer. Den geschäftlichen Teil überließ er seiner Mutter und anderen Mitarbeitern.
Im gleichen Zeitraum nahm seine Alkoholsucht zu. Er wurde mehrfach wegen Fahrens ohne Fahrerlaubnis verhaftet. Um weiteren Verhaftungen zu entgehen, blieb er schließlich seinem luxuriösen Appartement komplett fern und wohnte nur noch in Motels. Mit PKWare blieb er per Fax und E-Mail in Kontakt.
Am 14. April 2000 wurde Katz tot in einem Motelzimmer in Milwaukee aufgefunden. Als Todesursache wurde eine Blutung der Bauchspeicheldrüse festgestellt, hervorgerufen durch eine akute Alkoholvergiftung. Phil Katz wurde 37 Jahre alt. Nach seinem Tod wurde PKWare im März 2001 von einer Investorengruppe gekauft.